# Congost d'Ovarra
El Congost d'Ovarra (també rep el nom de congost de la Croqueta i congustro d'Ovarra) és un pas estret o una vall estreta entre muntanyes abruptes, excavada per les aigües del riu Isàvena que separa els municipis de Les Paüls amb el de Beranui, situat entre el Turbó i la serra de Sis, a la comarca de la Ribagorça d'Aragó, dins de la Vall de l'Isàvena.
Entre Alins d'Isàvena i Ovarra el riu s'hi encaixa tant, que la carretera Graus-Pont de Suert, que el remunta, hi ha restat deturada fins als anys 1970. Actualment està reformada i els túnels són practicables amb vehicle. El riu Isàvena ha creat aquest congost dins de la seua conca poc extensa, formant un paisatge de gran bellesa. L'Isàvena rep del massís del Turbó les aigües del riu blanc (que ve de les terres d'Espés) just abans de l'esmentat congost, i així arriba a la Baixa Ribagorça pel congost d'Ovarra.
A l'oest la serra de Vallabriga i a l'est la serra de Sis formen un anticlinal de calcàries i dolomies molt resistents, per damunt dels 1.500 metres d'altitud, redreçades durant el Cretaci superior, que domina les margues eocèniques de la Baixa Ribagorça.
A l'esquerra del congost trobem el camí de la Croqueta (roca damunt d'Ovarra que aplega als 1.462 metres), que passa pel barranc de la Garanta, deixa a l'esquerra la borda Farràs i arriba a la carretera que puja a Espés i a Les Paüls. Entre la Croqueta i els Bistarrons de la serra de Sis només queda espai per la carretera i el riu donada la verticalitat de les pareds i l'encaix ocasionat per les aigües.
L'erosió dels materials carbonatats del Cretàcic pels quals discorre el riu Isàvena en aquest punt i el seu encaixament en el temps ha donat lloc a la formació d'un estret canó de parets verticals. Les característiques morfològiques de la llera venen definides per un grup de tolls i petites cascades que discorren per un llit encaixat.
"Ovarra" significa en basc 'forat entre roques'. El congost és el lloc més estret de tota la vall.
Tot el congost està inclòs a la Zona d'especial protecció per a les aus (ZEPA).

## Paral·lelisme entre el riu Isàvena i el riu Éssera
De nord a sud el riu Isàvena i el riu Éssera abans de fusionar-se en Graus baixen les seues aigües de forma paral·lela. Els dos rius han creat el seu propi congost. A l'Essera trobem el Congosto de Ventamillo que dona accés a la Vall de Benasc situada també a la Ribagorça al seu pas entre les poblacions de Seira i El Run. El Congosto de Ventamillo és una enorme escletxa, d'uns 4 km. La fisonomia de la zona són bàsicament roques calcàries i el lloc per on les glaceres que descendien dels massís de la Maladeta baixaven de les muntanyes.

## Santa Maria d'Ovarra
Santa Maria d'Ovarra és un monestir romànic construït el primer quart del segle xi a les ribes del riu Isàvena de la Ribagorça, situat al Prepirineu, al peu de l'extrem occidental de la serra de Sis, just quan s'obri la Vall de l'Isàvena després del congost d'Ovarra.

## Flora i fauna del congost d'Ovarra
El bosc de ribera és gairebé inexistent en el congost. Aigües amunt està format per pollancres, freixes, bedolls, til·lers i avellaners. Després, es continua amb el bosc de faigs, roures i pins, dominant en els vessants acompanyat per un sotabosc de boix i argelagues.
Aquestes zones boscoses són ocupades pel picot negre, el trencapinyes, el cercavores i la perdiu blanca. Els mamífers més visibles són el cabirol, la geneta i el liró gris. Entre les aus rupícoles (que es fan en les roques) que habiten el congost es troben la merla roquera i la gralla. Entre els amfibis destaca la granota temporal. L'única espècie aquàtica present en el tram inventariat és la truita. Com a espècie destacable en les aigües del riu Isàvena es troba la llúdriga.